# Лампель, Петер Мартин
Петер Мартин Лампель (нем. Peter Martin Lampel; настоящее имя Иоахим Фридрих Мартин Лампель (нем. Joachim Friedrich Martin Lampel); 15 мая 1894, Шёнборн, округ Лигниц, Германская империя, — 22 февраля 1965, Гамбург, ФРГ) — немецкий драматург, новеллист и художник.

## Биография
Родился в семье протестантского священника. В 1914 году получил аттестат зрелости и в следующем году недолго изучал богословие в Бреслау. После этого записался добровольцем на фронт и был зачислен в авиацию, где дослужился до офицера. После войны вступил во фрайкор (впоследствии критически отозвавшись об этом решении в своих неоконченных мемуарах) и участвовал в боях в Прибалтике.
В 1920 году начал изучение общественно-политических наук и права в Берлине, а затем в Мюнхене (параллельно пройдя курс живописи). В 1922 году вступил в НСДАП и СА. Затем работал учителем, инструктором по работе с трудновоспитуемыми и журналистом. В 1928 году написал пьесу «Бунт в воспитательном доме», премьера которой в берлинском театре «Талия», осуществленная левой «Группой молодых актеров», имела сенсационный успех. С 1930 года был членом ПЕН-клуба.
В 1933 году после прихода нацистов к власти книги и картины Лампеля были запрещены. Тем не менее он остался в рядах СА.
Из-за проблем, вызванных гомосексуальностью Лампеля (в связи с чем он был на короткое время арестован), в 1936 году он иммигрировал в Швейцарию, а затем в Голландскую Ост-Индию. В 1937—1939 годах там и в Австралии прошли несколько выставок его работ. В 1939 году переехал в США, где подрабатывал подсобным рабочим, учителем и журналистом. Его выставки прошли также в Буффало и Нью-Йорке. В 1949 году вернулся в Германию, поселился в Гамбурге и занялся писательским трудом. В следующем году был избран в гамбургскую Свободную Академию изобразительных искусств. В 1961 году стал лауреатом литературной премии «Когге».

## Литературная деятельность
Как писатель, Лампель начал с произведений, основанных на военных воспоминаниях: «Дирижабли в атаке (1917)», «Бомбардировщик (1918)». В 1920 году в берлинском издательстве Langenscheidt вышел роман Лампеля «Как лейтенант Юргенс позиции искал» (с подзаголовком «Кинороман времен Спартака»).
В 1928 году описал свою работу с несовершеннолетними в серии репортажей «Мальчики в беде», а через несколько месяцев переработал их в пьесу «Бунт в воспитательном доме». В 1930 году пьеса была экранизирована Георгом Азагаровым.
В 1929 году написал драму «Школьник», темами которой стали мужская проституция и запрет на работу в школе учителю-гомосексуалисту; будучи членом Научно-гуманитарного комитета, Лампель активно выступал за отмену параграфа 175 Уголовного кодекса, карающего за гомосексуализм.
Сатирическая пьеса «Ядовитый газ над Берлином» в завуалированной форме повествовала о планах рейхсвера по подготовке путча. Пьеса репетировалась в театре на Шиффбауэрдамм, но вскоре была запрещена к постановке. Под названием «Ядовитый газ» она была экранизирована Михаилом Дубсоном в 1929 году.
Роман «Те, кого предали» (1929) рассказывал о кюстринском путче «Черного рейхсвера». Лампель совместно с Ладислаусом Вайдой был соавтором сценария фильмов Георга Вильгельма Пабста «Западный фронт 1918» (1930) и «Солидарность» (1931).
В 1932 году выпустил в издательстве Rowohlt сборник репортажей «Собирайтесь, товарищи!».
После войны опубликовал роман о Билли Киде «Беспорядочная борьба» (1952) и пьесу «Три сына» (1957).
В ГДР роман Лампеля «Как лейтенант Юргенс позиции искал» попал в список запрещенных книг от 1 апреля 1952 года.